# Alveopora superficialis
Espèce
Alveopora superficialis est une espèce de coraux appartenant à la famille des  Acroporidae.